# Kleinbahn Ihrhove–Westrhauderfehn
| Kursbuchstrecke (DB): | ex 223g              |                                  |                                  |
| Kursbuchstrecke: | 223h (1946)          |                                  |                                  |
| Streckenlänge: | 11,1 km              |                                  |                                  |
| Spurweite: | 1435 mm (Normalspur) |                                  |                                  |
| |                      |                                  |                                  |
| \| \| \| Emslandstrecke von Leer \| \| \| \| 0,0 \| Ihrhove (früher Personenbahnhof) \| Ihrhove (früher Personenbahnhof) \| \| \| \| Emslandstrecke nach Papenburg \| \| \| \| 0,3 \| Ihrhove Ost \| Ihrhove Ost \| \| \| 2,3 \| Ihren \| Ihren \| \| \| 4,3 \| Glansdorf \| Glansdorf \| \| \| 6,1 \| Collinghorst \| Collinghorst \| \| \| 8,0 \| Rhaude (Marienheil) \| Rhaude (Marienheil) \| \| \| 11,1 \| Westrhauderfehn \| Westrhauderfehn \| |                      |                                  |                                  |
| Strecke |                      | Emslandstrecke von Leer          | Emslandstrecke von Leer          |
| Dienststation / Betriebs- oder Güterbahnhof | 0,0                  | Ihrhove (früher Personenbahnhof) | Ihrhove (früher Personenbahnhof) |
| Abzweig ehemals geradeaus und nach rechts |                      | Emslandstrecke nach Papenburg    | Emslandstrecke nach Papenburg    |
| Bahnhof (Strecke außer Betrieb) | 0,3                  | Ihrhove Ost                      | Ihrhove Ost                      |
| Bahnhof (Strecke außer Betrieb) | 2,3                  | Ihren                            | Ihren                            |
| Bahnhof (Strecke außer Betrieb) | 4,3                  | Glansdorf                        | Glansdorf                        |
| Bahnhof (Strecke außer Betrieb) | 6,1                  | Collinghorst                     | Collinghorst                     |
| Bahnhof (Strecke außer Betrieb) | 8,0                  | Rhaude (Marienheil)              | Rhaude (Marienheil)              |
| Kopfbahnhof Streckenende (Strecke außer Betrieb) | 11,1                 | Westrhauderfehn                  | Westrhauderfehn                  |

Die Kleinbahn Ihrhove–Westrhauderfehn (IW) wurde von der gleichnamigen Betreibergesellschaft (GmbH) am 3. November 1912 als eine normalspurige Kleinbahn vom Bahnhof Ihrhove im ostfriesischen Landkreis Leer nach Westrhauderfehn eröffnet. Je ein Drittel des Kapitals der Firma übernahmen der preußische Staat, die Provinz Hannover und der Landkreis Leer. Das Land Niedersachsen, das nach dem Zweiten Weltkrieg die Anteile Preußens und der Provinz übernommen hatte, schied 1970 aus der Gesellschaft aus, die nun ganz dem Kreis gehörte. Sie firmiert seit dem 1. Juni 1973 als Verkehrsbetriebe des Landkreises Leer (VLL) mit Sitz in Rhauderfehn und betreibt ein umfangreiches Omnibusnetz und bietet darüber hinaus Reiseleistungen an.
Die Gesellschaft betrieb zunächst ihre Kleinbahn selbst. Erst am 1. April 1947 übertrug sie diese dem Niedersächsischen Landeseisenbahnamt in Hannover. Nach dessen Auflösung war die Bentheimer Eisenbahn vom 1. Oktober 1959 bis Ende 1973 für den Betrieb verantwortlich.
In Ihrhove, das heute zur Gemeinde Westoverledingen gehört, trennt sich lediglich die Bahnverbindung nach Groningen von der Emslandstrecke Leer–Rheine, Personenzüge bedienen den Bahnhof nicht mehr.
Die elf Kilometer lange Kleinbahnstrecke erschloss das Overledingerland zwischen der Ems und dem Langholter Tief. Zeiten guter Auslastung wechselten mit Zeiten des Rückgangs. Im Personenverkehr musste sich die Bahn schon früh der Konkurrenz von Buslinien erwehren, so dass sie bereits 1929 selbst einen Kraftverkehrsbetrieb aufbaute.
Obwohl seit dem 2. Oktober 1949 einige Zugfahrten von und bis Leer durchgeführt wurden, blieb der Personenverkehr auf der Schiene ein Sorgenkind und wurde am 27. Mai 1961 eingestellt. Der Güterverkehr wurde noch bis zum 31. März 1973 bedient; im Bereich des Bahnhofs Ihrhove bis 1979. Nach Abbau der Strecke ab 1974 wurde die Trasse zum Wanderweg.

## Fahrzeuge
Als Erstausstattung beschaffte die Bahn zwei B-Kuppler Dampfloks, die einen C-Kuppler von 1914 bis 1916 und einen B-Kuppler 1919 bis 1957 zur Verstärkung zur Seite bekamen.
Die von O&K gebaute Diesellok D221 wurde 1954 für die Torfabfuhr in Betrieb genommen, war aber recht störanfällig, konnte aber erst 1965 abgestellt und verkauft werden.
Für den Personenverkehr wurde 1937 ein Wismarer Schienenbus geliefert und zunächst als T1, ab 1950 als T149 bezeichnet, der 1961 abgestellt wurde.
Der von DWK gebaute DR VT 85 901 wurde 1953 erworben und fuhr nach Umbau ab 1954 als T159, bis er 1961 zur Wittlager Kreisbahn kam.
Der von LHB und AEG gebaute 1925 an die Krefelder Eisenbahn gelieferte Triebwagen lief 1953–1956 auf der Kleinbahn Leer–Aurich–Wittmund und ab 1. August 1956 nach Umbau auf Normalspur als T165 bei der IW, wo er 1961 abgestellt wurde.
An Personenwagen waren seit Betriebsbeginn zwei, zeitweilig bis zu fünf Fahrzeuge vorhanden, ein Post- und Gepäckwagen und vier Güterwagen waren 1914 bis 1921 im Bestand.
Eine Hebeldraisine war bei der Betriebseröffnung vorhanden und wurde 1947 durch ein Gleis-Kraftrad und eine neue Hebeldraisine ersetzt.